# Gà Hamburg

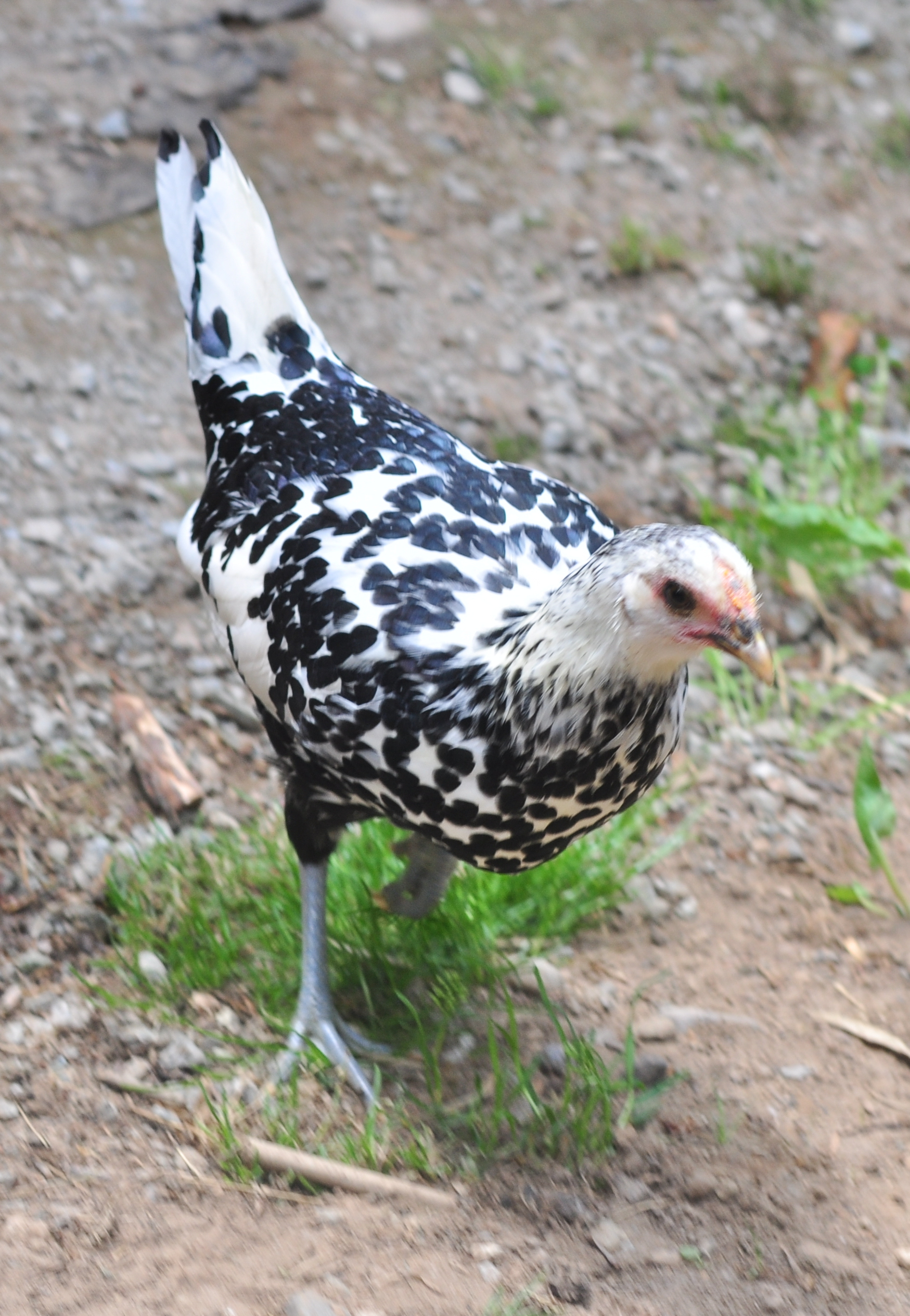
Một con gà Hamburg biến thể Silver Spangled

Gà Hamburg (tiếng Hà Lan: Hollands hoen, tiếng Đức: Hamburger), là một giống gà được cho là có nguồn gốc từ Hà Lan đôi khi trước thế kỷ XIV. Tên có thể được đánh vần Hamburgh ở Vương quốc Anh và Australia. Đây là giống gà có đóng góp nguồn gen trong việc hình thành một số giống gà khác trên thế giới như gà Rosecomb, gà Wyandotte và gà vảy cá.

## Đặc điểm
Gà Hamburg là một giống gà cỡ vừa hoặc nhỏ. Những con gà trống nặng 2-2,5 kg và gà mái khoảng 1,6-1,8 kg, chúng di chuyển với đôi chân thon thả và một cái mào bông hồng chải gọn gàng, kích thước vòng là 16 mm cho gà trống và 15 mm cho gà đẻ. Sự đa dạng trong giống màu lông gà khác nhau được công nhận ở Đức và Hà Lan, bao gồm: Silver Spangled, Golden Spangled, Golden Pencilled, Citron Pencilled, Siver Pencilled, Trắng, Đen và Citron Spangled, sáu trong số này được tính vào tiêu chuẩn Mỹ, giống Pencilled là nhỏ nhất. Ngoài ra còn có Bantam Hamburgs. Gà Hamburgs trưởng thành nhanh chóng và được coi là giống gà cho trứng mắn đẻ. Trứng chúng nặng khoảng 50g, với quả trứng bóng, vỏ màu trắng. 

## Trong văn hóa
Chúng được biết đến trong văn học, Lalia Phipps Boone lập luận vào năm 1949 rằng Chauntecleer và Pertelote, những con gà trong Chaucer: "Tale Priest of Nun" (câu chuyện giữa giáo sĩ và nữ tu) là một con gà Hamburg màu vàng. L. Frank Baum cũng đã quan tâm về gà Hamburgs: ông bắt đầu từ một tạp chí thương mại hàng tháng, Hamburgs, vào năm 1880; Cuốn sách đầu tiên của ông được xuất bản vào năm 1886, là The Book of the Hamburgs: A Treatise, giới thiệu tóm tắt khi giao phối, nuôi, và quản lý của các giống khác nhau của gà Hamburg.